# Никольское (бывшее село, Боровский район)
Никольское (Николо-Лужа) — бывшее село Боровского района Калужской области на реке Сушка.

## История
Село находилось на месте города Сушов, впервые упомянутого в Договорной грамоте великого князя Дмитрия Ивановича с князем Владимиром Андреевичем Серпуховским в 1374 году — «Вышегород, Рудь с Кропивною, Сушевъ, Гордошевичи». Сушев (Сушов), по мнению М. К. Любавского, находился между реками Рудью и Лужей. В. Н. Дебольский указывал на село Сушево Боровского уезда, в 15 верстах от Боровска — центр волости. Более точно волость определяется к северо-западу от Гордошевичей, в районе реки Сушки, впадающей в Бобровну, левый приток Лужи.
В 1389 году Дмитрий Донский завещает Сушов, Медынь и Тов своему сыну Андрею, князю можайскому.
В XVII—XVIII веке село относилось к Щитову стану Боровского уезда.
В 1676-1682 годах село Лужецое, далее Николо-Лужецкое.
В 1620—1666 года упоминается деревянная церковь на Никольском погосте.
В 1711 году Иван Алексеевич Безобразов строит в селе церковь Успения Пресвятой Богородицы с приделом Николая Чудотворца. В приход церкви входили деревни: Асеньевское, Асеньевская Слобода (Зарешнево), Малахово, Стенино, Висящево, Тюнино, Абрамовское (в том числе Хитрово, Никоново), Щиглево, Абрамовская Слободка, Слободка, Деревеньки, Юрково, Болдаково, Тишнево, Курчино и хутора: Лопухино, Юрковский и Кривский.
В 1782 году здесь находился погост и церковная земля церкви Николая Чудотворца на правом берегу реки Восенка, рядом погост Сущевский и церковная земля церкви Георгия Страстотерпца.
Кирпичная церковь была построена в 1810 году при участии помещика деревни Тюнино, секунд-майора Алексея Николаевича Панова — отца декабриста Николая Алексеевича Панова.
В 1891 году духовное село Николо-Лужи — центр Никольской волости Боровского уезда.
С конца XIX века в Николо-Лужецком был центр первого (западного) благочиния Боровского уезда, которое в 1917 году объединяло 16 церквей.
К 1935 году Успенская церковь ещё была открыта для прихожан. С конца 1940-х и в начале 1950-х годов церковь была закрыта и стала разрушаться. Сохранилась обожженная иконостасная икона деисусного чина Пресвятой Богородицы, которая в настоящий момент хранится в частном доме.
В 2005 году на месте старого храма воздвигли часовню.
На действующем кладбище села сохранилось несколько дореволюционных надгробных памятников, среди которых самый старый в Боровском районе, большинство памятников разрушено или повреждено.
Городище Николо-Лужицкое датируется XI—XIII и XIV—XVII века, находится на юго-восточнее окраины бывшего села Никольское, в 100 к юго-западу от старого кладбища, на правом мысу берега река Сушка, в 80 м от впадения её в реку Бобровна. Площадка прямоугольная. Обнаружена керамика лепная гладкостенная, предположительно дьяковской культуры, гончарная древнерусская и позднесредневековая, также шиферное пряслице, костяная рукоять ножа, железные шлаки, кости животных.